# Nyasaland
Il Nyasaland fu un protettorato britannico corrispondente all'odierno Malawi.
Prendeva il nome da Nyasa o Niassa, come era conosciuto in epoca coloniale il Lago Malawi.

## Storia
Fu costituito formalmente nel 1907 dal precedente Protettorato Britannico dell'Africa Centrale, e mantenuto fino all'indipendenza del Malawi nel 1964. La storia del Nyasaland fu segnata da forti tensioni fra l'élite indipendentista africana (che nel 1944 confluì nel movimento politico del Nyasaland African Congress, NAC) e l'amministrazione coloniale.
Nel 1953 il Nyasaland entrò a fare parte della Federazione della Rhodesia e del Nyasaland, che si sciolse nel 1963.
Nel 1964 il Nyasaland divenne indipendente col nome di Malawi, rimanendo fino al 1966 una monarchia con a capo la regina Elisabetta II del Regno Unito. Nel 1966 il Malawi divenne una repubblica.